# Csépán (település)

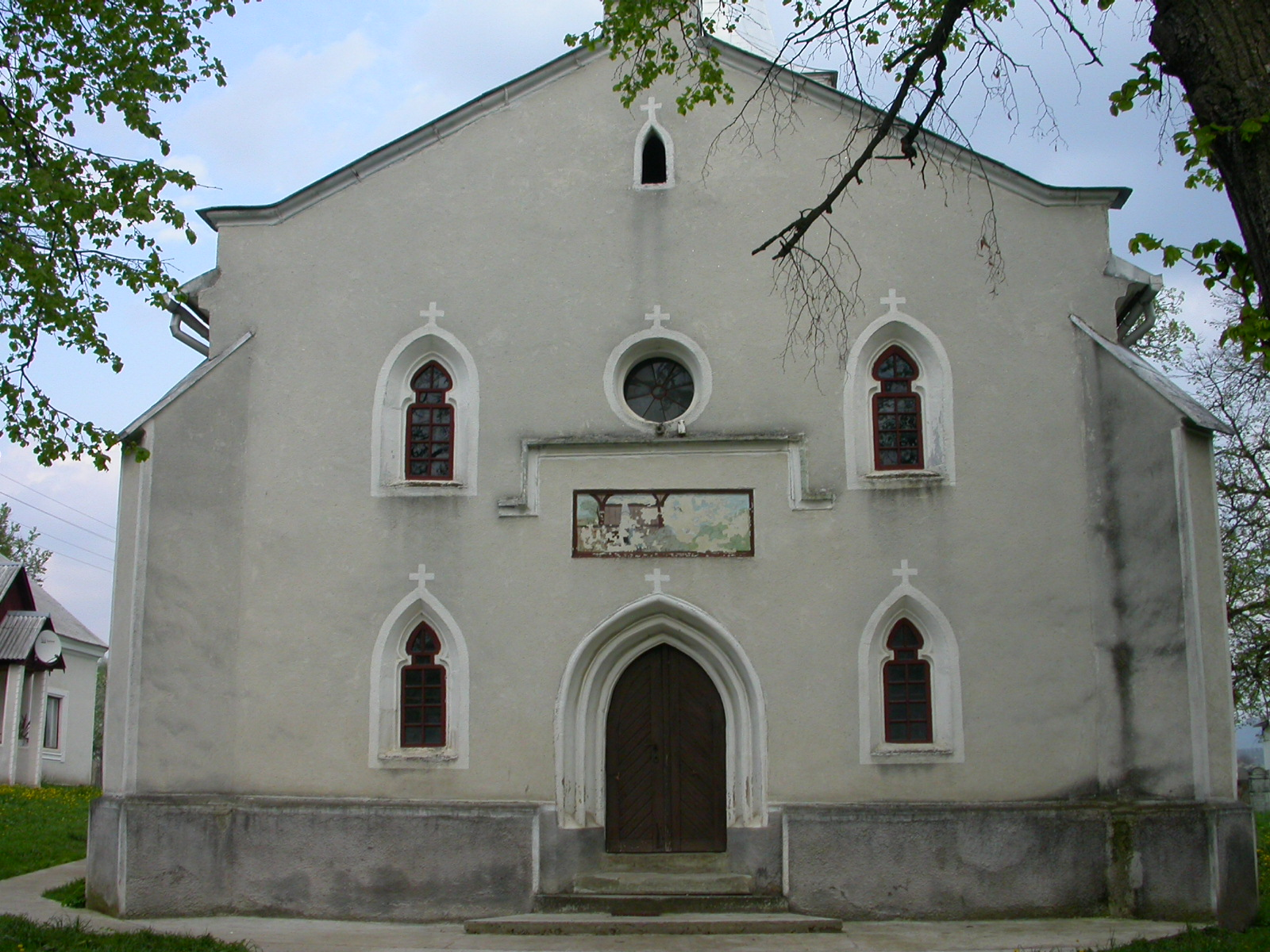

Csépán (románul: Cepari, 1925-ig Cepan, németül: Tschippendorf, helyi nyelvjárásban Tsepan vagy Tschipndrof) falu Romániában, Erdélyben, Beszterce-Naszód megyében.

## Nevének eredete
Neve az István személynév Csépán alakjából való, és valószínűleg azon Chepan emlékét őrzi, akinek fia, Gergely, 1326-ban a Mezőség északi részén birtokolt.

## Fekvése
Besztercétől 16 kilométerrel észak–északkeletre fekszik.

## Lakossága
- 1785-ben 267 lakosa volt. Öt évvel később 56 görögkatolikust írtak össze, a többség szász evangélikus volt.[2]
- 1910-ben 822 lakosából 655 volt német, 96 román, 49 cigány és 22 magyar anyanyelvű; 651 evangélikus, 140 görögkatolikus és húsz zsidó.
- 2002-ben 906 lakosából 870 volt román és 36 cigány; 745 ortodox és 149 pünkösdi vallású.

## Története
1380-ban említik először Chepan alakban. Szász jobbágyfalu volt, és mint ilyen nem a Szászföldhöz, hanem Belső-Szolnok vármegyéhez tartozott. Mellette a középkorban ágostonos szerzetesek éltek. 1380 és 1661 között a Somkeréki család birtokolta, később legnagyobb birtokosa a Földváry (Cornis) család volt. 1645-ben 13 család lakta, 1733-ban pedig a szász többség mellett 18 görögkatolikus román család is. Evangélikus gyülekezete 1722-ben és 1795-ben is Nagydemeter filiája volt. A 18. század második felében nyugati szélén a Földváryak udvarháza állt, a 19. század elején pedig egy másik nemesi rezidencia is épült a faluban, a Barcsayaké.
A jobbágyfelszabadítás után szász lakossága lassanként felvásárolta az allodiális földeket, az utolsó részt 1908-ban, miután Földváry Mihály utód nélkül meghalt. Határában több helyen is fejtettek vulkáni tufát, amelyből a környék szász falvaiban házakat építettek. 1876-ban a megszüntetett Belső-Szolnok vármegyétől Beszterce-Naszód vármegyéhez csatolták. Rudolf Bergner 1884-ben mint viszonylag szegény szász falut írta le.
A közeledő front elől a Wehrmacht 1944. szeptember 20-án evakuálta szász lakosságát. November közepén a felső-ausztriai Vorchdorfban találtak menedéket, ahonnan egy részük a hónap végén továbbutazott Laakirchenbe. Többségük le is telepedett ezen a két településen, ahol utódaik máig élnek. Mintegy kétszázan, hogy rendezzék állampolgárságukat, 1953-ban a németországi, észak-rajna–vesztfáliai Setterichbe költöztek. Csépánban még 1945 tavaszán román családok telepedtek le. 1950 és 56 között községközpont volt, akkor Nagydemeterhez csatolták.

## Látnivalók
- Volt evangélikus temploma a 15, században épült egyhajós, sokszöggel záródó szentélyű templomként. Nyugati bejáratát lóhereíves ablakpárok fogják közre, és déli bejárata is lóhereíves. Tornyának elhelyezése az ágostonos rend gyakorlatának felel meg.[4] A 16. században erődítették, de erődítései nem maradtak fenn. Hajóját 1894–95-ben meghosszabbították. 1960 óta a Román Ortodox Egyház használja.
- Használaton kívüli sóskút, tölgygerendákból épült házikóval. A kút vizét a falubeliek levesfőzéshez, szalonna és káposzta tartósításához használták. 1919-ig a só állami monopóliuma miatt minden család csak meghatározott havi mennyiséget meríthetett a kútból, amelyre egy folyamatosan ott lakó őr vigyázott. Az épület móc ácsmester munkája, utoljára 1946-ban javították.[5]